# Szereday Ilona
Szereday Ilona (Budapest, 1952. április 1. –) tervezőgrafikus.

## Életútja
1977 és 1980 között a Magyar Képzőművészeti Főiskolán tanult, ahol mesterei Balogh István, Sarkantyu Simon, Tamássi Zoltán és Zelenák Crescencia voltak. 1980-ban Békéscsabára költözött, ahol önálló tervezőként dolgozik. 1980-tól 1990-ig rendszeres résztvevője volt a békéscsabai alkalmazott grafikai művésztelepnek és szerepelt annak záró kiállításain. Munkái plakát-, embléma-, csomagolás- és reklám kisnyomtatvány tervek.

## Díjak
- 1982: III. Országos Alkalmazott/Tervező Grafikai Biennálé Reklámszöv. különdíja, Békéscsaba.

## Egyéni kiállítások
- 1981 • Tudományos Ismeretterjesztő Társulat, Békéscsaba
- 1982 • József Attila Általános Iskola, Békéscsaba
- 1985 • Munkácsy Mihály Múzeum, Békéscsaba
- 1987 • Szépművészeti Múzeum [Lonovics Lászlóval], Mikkell (FIN)
- 1995 • Megyeháza, Békéscsaba. Válogatott csoportos kiállítások

## Válogatott csoportos kiállítások
- 1980, 1981 • Kner Nyomda, Békéscsaba
- 1983 • Stúdió ’83, Ernst Múzeum, Budapest
- 1982, 1984, 1988, 1992 • III., IV., VI., VIII. Országos Alkalmazott/Tervező Grafikai Biennálé, Békéscsaba.

## Művek közgyűjteményekben
- Magyar Nemzeti Galéria, Budapest
- Munkácsy Mihály Múzeum, Békéscsaba
- Országos Széchényi Könyvtár, Budapest